# Félines, Haute-Loire

Félines este o comună în departamentul Haute-Loire, Franța. În 2009 avea o populație de 287 de locuitori.